# NGC 2406
NGC 2406 é uma galáxia elíptica (E?) localizada na direcção da constelação de Gemini. Possui uma declinação de +18° 17' 19" e uma ascensão recta de 7 horas, 31 minutos e 47,7 segundos.
A galáxia NGC 2406 foi descoberta em 7 de Fevereiro de 1885 por Édouard Jean-Marie Stephan.